# Cp de Mallows
En statistiques, le Cp de Mallows est un indicateur de la qualité de l'ajustement d'un modèle de régression nommé en référence à Colin Lingwood Mallows.